# Svetlana Cârstean
Svetlana Cârstean   (Botoșani, 18 de febrer de 1969) és una periodista i poetessa de Romania.
Va ser membre fundadora del Cenacle Central de la Facultat de Lletres de Bucarest i va publicar per primera vegada el 1995 en un volum col·lectiu Tablou de familie (Retrat de família), juntament amb Sorin Gherguț, Răzvan Rădulescu, Cezar Paul-Bădescu, Mihai Ignat i TO Bobe.
Al llarg dels anys ha publicat articles, entrevistes i poemes a diverses revistes i reculls del seu país com Dilema, Observator Cultural, Romania literara i Adevarul Literar si artistic.
El volum de debut individual, Floarea de menghina (Cartea Românească, 2008), va rebre una excel·lent acollida per part de la crítica i diversos premis. Els seus poemes han estat traduïts a l'alemany, anglès, francès, italià, suec, txec.
En català, Xavier Montoliu ha traduït algun dels seus poemes. Els textos originals i les seves traduccions es poden llegir a lyrikline.org, una de les plataformes de poesia europees més prestigioses, creada per Literaturwerkstatt Berlin.
Floarea de menghina es va publicar a Suècia, traduït per la poetessa sueca Athena Farrokhzad, amb el títol Skruvstädsblomman (Rámus Publishing House, 2013). El 2015 va publicar Gravitație, traduit al noruec i al suec.
Va coordinar durant cinc anys a l'Editorial Pandora M, una col·lecció de poesia anomenada El club dels poetes vius. Des de la tardor de 2016 coordina una altra col·lecció de poesia a l'Editorial Nemira.

## Obra completa
- Floarea de menghină (La flor del lliri), Cartea Românescă, 2008.[2]
- Povești cu scriitoare și copii (Històries d'escriptores i nens), antologia coordinada por Alina Purcaru, Polirom, 2014.
- Gravitație (Gravetat), Trei, 2015.
- Trado, escrita amb la poetessa sueca Athena Farrokhzad. Editorial Albert Bonnier i Editorial Ramus, 2016.
- Sînt alta (Soc una altra), Editura Nemira, 2021.[3]